# Renee Hykel
Renee Hykel (Darby, 31 de mayo de 1979) es una deportista estadounidense que compitió en remo. Ganó dos medallas en el Campeonato Mundial de Remo, en los años 2004 y 2005.

## Palmarés internacional
| Campeonato Mundial | Campeonato Mundial | Campeonato Mundial | Campeonato Mundial  |
| Año                | Lugar              | Medalla            | Prueba              |
| ------------------ | ------------------ | ------------------ | ------------------- |
| 2004               | Bañolas (España)   | Medalla de bronce  | Cuatro scull ligero |
| 2005               | Kaizu (Japón)      | Medalla de plata   | Doble scull ligero  |